# Purpurgrauer Träuschling
Der Purpurgraue Träuschling (Stropharia inuncta) ist eine Pilzart aus der Familie der Träuschlingsverwandten (Strophariaceae). Es ist ein recht kleiner, giftverdächtiger Pilz mit einem grauvioletten bis purpurgrauen, schleimigen Hut und anfangs lilafarbenen Lamellen. Er lebt saprophytisch auf Wiesen und Weiden oder an anderen grasigen Stellen. Seine Fruchtkörper erscheinen von September bis November.

## Merkmale

### Makroskopische Merkmale
Die dünnfleischigen Hüte des Purpurgrauen Träuschlings erreichen Durchmesser von 2–4 cm, sie sind bei jungen Exemplaren halbkugelig bis glockig geformt, später werden sie glockig bis konvex mit einem stumpfen Buckel. Die Hutoberfläche schleimig und kahl, höchstens am Rand sind Velumreste vorhanden. Die Hutfarbe beigebräunlich oder violett bis purpurgrau, alte Exemplare sind graugelb oder graubeige gefärbt, mit angedeutetem Violettton. Der Stiel wird 2,5–5 cm lang und 2–4 mm stark, er ist oberhalb des schwachen, häutigen Ringes weiß und feinflockig, unterhalb weiß und längsfaseriger-flockig. Die breiten Lamellen sind jung beige, später hell- bis graubraun, mit schwachem Purpurton. Sie sind am Stiel ausgebuchtet und breit angewachsen.

### Mikroskopische Merkmale
Die elliptischen bis mandelförmigen Sporen sind 7–9 µm lang und 4,5–5 µm breit und haben einen sehr feinen Keimporus. Die Cheilozystiden auf den Lamellenschneiden sind unregelmäßig kopfig, die Pleurozystiden auf den Lamellenflächen sind als Chrysozystiden ausgebildet.

## Artabgrenzung
Weißlich ausgeblasste Exemplare des Träuschlings können leicht mit dem Hyalinweißen Träuschling (Stropharia albonitens) verwechselt werden. Der Hut des Hyalinweißen Träuschling ist aber in allen Stadien weiß, nur der Scheitel blass gelblich gefärbt. Mikroskopisch lassen sich die beiden Arten kaum unterscheiden. Ebenfalls recht ähnlich ist der Riechende Träuschling (Stropharia luteonitens), der aber deutlich größere Sporen besitzt. Außerdem sind seine Basidien  zweisporig und er wächst bevorzugt auf Mist oder gedüngten Böden.

## Ökologie
Der Purpurgraue Träuschling lebt saprobiontisch auf nicht zu großen, locker verteilten Holzabfällen, Rindenmulch und ähnlichen Substraten. Er wächst im Laub- und Mischwald an anthropogenen beeinflussten Stellen auf Wiesen, Weiden, in Parks und Gärten sowie an Wegrändern. Seine Fruchtkörper erscheinen in Mitteleuropa im Herbst.

## Verbreitung
Der Purpurgraue Träuschling ist eine europäische Art, die in Italien, Rumänien, Frankreich, der Schweiz, Österreich, Liechtenstein und Deutschland vorkommt. Das Verbreitungsgebiet reicht im Norden bis Skandinavien und Finnland. In Deutschland wächst die Art zerstreut bis selten, ist aber nicht gefährdet.

## Bedeutung
Der Pilz ist kein Speisepilz.